# Língua cabila
A língua cabila é um idioma berbere falado pela etnia cabila. Em 1995, havia 3 123 000 falantes da língua no mundo, em sua maioria na Argélia; outras estimativas indicam que existiriam na verdade 5,5 milhões de falantes na Argélia e 7 milhões no mundo. Nativa da Cabília, é classificada como uma língua afro-asiática, do grupo berbere. É escrita com uma variante do alfabeto latino.
Em geral, o cabila raramente era escrito antes do século XX. Nos últimos anos, porém, imprimiu-se um pequeno mas crescente conjunto literário.